# Parafia Świętej Trójcy w Warszawie (KKN)
Parafia Świętej Trójcy w Warszawie – parafia Katolickiego Kościoła Narodowego w RP w Warszawie.
Parafia erygowana 6 stycznia 2015. Posiada kaplicę w trakcie rewitalizacji (ul. Nowolipki 28).
Proboszczem jest bp Andrzej Lipiński.